# Нерль (Тверская область)
Нерль — село в Калязинском районе Тверской области. Административный центр Нерльского сельского поселения.

## География
Находится в 25 км к югу от города Калязина на реке Нерли при впадении в неё реки Вьюлки.

## История

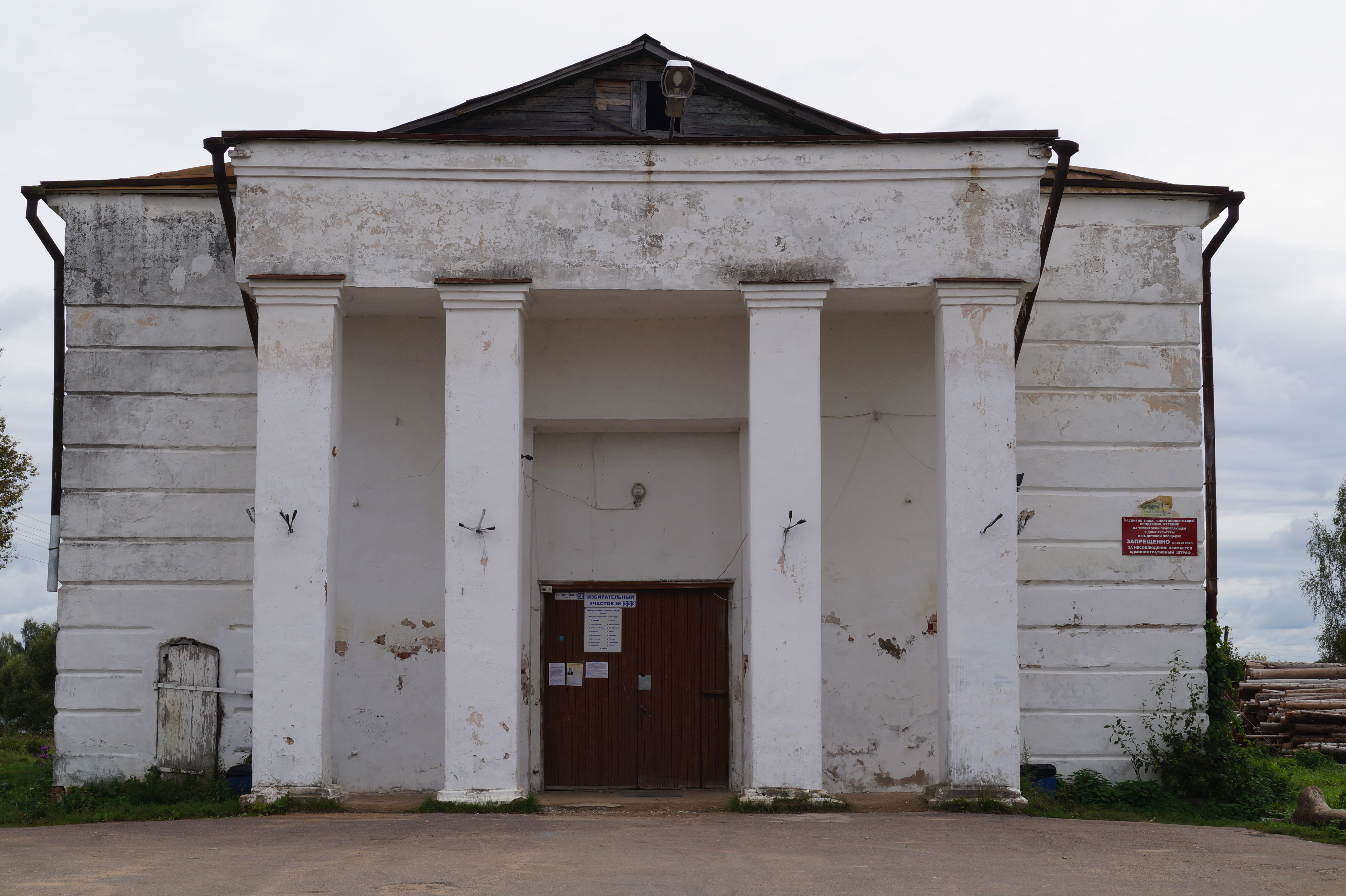
Троицкая церковь, ныне клуб

В XVII веке на месте села Нерль стоял Троицкий монастырь, окружённый деревянными стенами. При монастыре находилась торговая слобода, получившая название от монастыря — Троица-Нерльская. В 1609 году монастырь был сожжён поляками.
Отстроенное заново селение стало называться село Троица-Нерль. В середине XIX века село относилось к Троицкому приходу Поречской волости Калязинского уезда Тверской губернии.
В 1858 году в казённом селе Троица-Нерль 75 дворов, 540 жителей.
В 1888 году в селе 595 жителей, волостное правление, земская школа, больница. Церковь Святой Троицы постройки конца XVIII века (архитектор Матвей Фёдорович Казаков). Крупный торговый центр (еженедельные базары, на Троицын день — ярмарка), здесь торговая площадь с торговыми рядами, лавками купцов, 3 трактира, 4 чайные и 2 постоялых двора.
В 1913 году в селе 155 домов, население 1 235 человек.
В 1929 году в составе Кимрского округа Московской области образован Нерльский район с центром в селе Нерль, в 1935 году он вошёл в состав Калининской области (упразднён 4 июля 1956 года). В 1929 году в селе был организован колхоз «Большевик». За 1940—1953 годы построены библиотека, аптека, универмаг, льнозавод, молокозавод. С 1950 года село электрифицировано от Угличской ГЭС.
В 1965 году бывший колхоз реорганизован в совхоз «Нерльский».
В конце 1970-х годов к селу были присоединёны соседние деревни Ситьково (ул. Ситьковская) Строево и (ул. Школьная). Рядом с селом находятся деревни Нерльская, Марково, Вистленево, Калабриево, Буян, Окатово и посёлок Зелёная Роща (Нерльский льнозавод).

## Население
| 1859 | 1888 | 1897 | 1913  | 1939  | 1989  | 1996  |
| ---- | ---- | ---- | ----- | ----- | ----- | ----- |
| 540  | ↗582 | ↗939 | ↗1235 | ↗1404 | ↘1126 | ↘1034 |
| 2002 | 2010 |      |       |       |       |       |
| ↘835 | ↘774 |      |       |       |       |       |

Население по переписи 2002 года — 835 человек, 360 мужчин, 475 женщин. Самый крупный сельский населённый пункт района.

## Известные люди
- Юрий Михайлович Юрьев — русский и советский актёр, каждое лето приезжал в Троицу-Нерль, организатор нерльского любительского театра.

## Инфраструктура
- Нерльский льнозавод (не действует)
- Предприятие «Нерльский»
- Нерльская средняя общеобразовательная школа
- Нерльский центральный сельский Дом культуры
- Нерльский историко-литературный краеведческий музей
- Нерльская библиотека Калязинской МЦБ
- Нерльский офис ВОП
- Нерльское лесничество
- Хлебопекарня (не действует)
- Гостиница «Фроотель Нерль»
- Кафе «Алёнка»

## Достопримечательности
- Братская могила советских воинов, умерших от ран.
- Обелиск воинам-землякам, погибшим в 1941—1945 годах.

## Транспорт
В объезд села идёт автодорога Р104 (Сергиев Посад — Калязин — Рыбинск — Череповец).